# Latinolister
Latinolister är ett släkte av skalbaggar. Latinolister ingår i familjen stumpbaggar.
Kladogram enligt Catalogue of Life:
| Latinolister | \| \| Latinolister columellaris \| \| \| \| \| \| Latinolister cylindroides \| \| \| \| |
|              | \| \| Latinolister columellaris \| \| \| \| \| \| Latinolister cylindroides \| \| \| \| |
|              | Latinolister columellaris                                                               |
|              |                                                                                         |
|              | Latinolister cylindroides                                                               |
|              |                                                                                         |